# ラテンアメリカ自由貿易連合条約
ラテンアメリカ自由貿易連合条約（らてんあめりかじゆうぼうえきれんごうじょうやく、英語: Latin American Free Trade Association、略称:LAFTA）は（後にラテンアメリカ統合連合に移行した）、1960年にアルゼンチン、ブラジル、チリ、メキシコ、パラグアイ、ペルー、ウルグアイによる1960年のモンテビデオ条約に基づき創設された。加盟国はラテンアメリカに共通市場を創設することを求め、加盟国間の関税払い戻しを求めた。1980年、LAFTAは現在アルゼンチン共和国、ボリビア共和国、ブラジル連邦共和国、チリ共和国、コロンビア共和国、キューバ共和国、エクアドル共和国、メキシコ合衆国、パラグアイ共和国、ペルー共和国、ウルグアイ東方共和国、ベネズエラボリーバル共和国から成るラテンアメリカ統合連合（ALADI）に再編した。

## 経緯
ラテンアメリカ自由貿易連合条約は1962年1月2日に発効した。貿易連合が開始した時の加盟国は7か国で、主な目的は、12年以内に貿易の大半からあらゆる関税と制限をなくすことであった。1960年代後半までにLAFTAは2億2千万人を擁し、年間約900億ドルの商品やサービスを扱った。同じ時期までにGNPで一人当たり440ドルとなった。
1970年までにLAFTAはボリビア、コロンビア、エクアドル、ベネズエラの4か国を含むまでになった。この時点で11か国が加盟していた。
1980年、LAFTAはラテンアメリカ統合連合（ALADI）へと再編された。
ALADIの加盟国は、1999年にキューバが加盟するまで変化はなかった。

## 概要
LAFTAの目標は、ラテンアメリカに自由貿易圏を創設することであった。アメリカ合衆国や欧州連合と同様に加盟国間の地域相互貿易を促進すべきである。この目的を促進するために数個の機関が構想された。
- 外務大臣同士の会議
- 全加盟国による会議
- 常設の会議

LAFTAの合意は、重要な制約があった。サービス以外の商品にのみ言及し、政策の協同は含んでいない。例えば政治経済の統合は非常に制約されている欧州連合と比較されたい。
LAFTAはラテンアメリカに新しい前向きな変化を多くもたらした。LAFTAにより需要と供給は、適切に均衡することになり、増大する生産と地域需要を通じた潜在的な経済の結果、工業は費用を削減でき、新たな投資に対する魅力は、地域市場の結果生じた。LAFTAは多くの建設的結果を齎しているが、ラテンアメリカ全域の場合と同じく各国にそれぞれ問題を齎してもいる。
各国が直面する問題には、LAFTAに基づき経済強化により集団化する方法がある。集団化はまず元々ブラジルとアルゼンチンがあり、次にコロンビア、チリ、ペルー、ウルグアイ、ベネズエラがあり、最後にボリビア、エクアドル、パラグアイがあった。分類が考慮しない別の見地と同じくこの国々は非常に経済的に異なるためにこの分類には問題がある。
ラテンアメリカ全体が直面する問題は、中南米大陸の低開発国の多くと合意しなければならなかった。自由貿易協定はそれぞれの大きな経済的相互作用の手法と見られていて、従って貧しい国の経済状態の改良が求められた。
ALADIは現在ラテンアメリカ最大の統合団体である。2000万平方キロメートル以上の4億9300万人以上を網羅している。他の手法と同様に技術や衛生、環境保護、品質管理、運転免許、価格管理、専売に関する規定などの外国貿易に関する規定に責任がある。この規定はALADI加盟国間で扱う貿易の為に適切に規定されている。

## 参照
1. ↑  Schmitter, Phillip C. “Mexico and Latin American Economic Integration”. California: Institute of International Studies, 1964. 1.
2. ↑  Yudelman, Montague. “Agricultural Development and Economic Integration in Latin America”. London: Inter-American Development Bank, 1969. 23.
3. ↑  Mathis, Ferdinand John. "Economic Integration in Latin America". Austin: Bureau of Business Research,  1969. 3.
4. ↑  Mathis, Ferdinand John. "Economic Integration in Latin America". Austin: Bureau of Business Research,  1969. 12.
5. ↑  aladi.org